# Küçükkavakpınar, Bafra
Küçükkavakpınar là một xã thuộc huyện Bafra, tỉnh Samsun, Thổ Nhĩ Kỳ. Dân số thời điểm năm 2010 là 171 người.